# پیرسی راونستون
پیرسی راونستون (Piercy Ravenstone)، نام مستعاری بود که یک اقتصاددان سیاسی قرن نوزدهم از آن استفاده می‌کرد که آثارش باعث شد او را به‌صورت گسترده به عنوان یک سوسیالیست، محافظه‌کار یا نهادگرا توصیف کنند. مشارکت او توسط دیوید ریکاردو و کارل مارکس مورد توجه قرار گرفت و با ویرایش کارهای جمعی ریکاردو توسط پییرو اسرافا بیشتر مورد توجه قرار گرفت. اسرافا پیشنهاد نمود که هویت واقعی راونستون، ریچارد پولر است (۱۷۸۹–۱۸۳۱).‏

## زمینه
استدلال می‌شود که راونستون یک سوسیالیست ریکاردوئی بود. او در مناظره‌های اقتصادی دهه ۱۸۲۰ انگلستان مشارکت داشت. ادوین سلیگمن او را از جمله «اولین مدافعین نظریهٔ ارزش افزوده می‌داند که بعدها توسط مارکس پذیرفته شد».

## شناسایی
جوزف دورفمن با درنظر داشتن شواهد غیرمستقیم استدلال می‌کند که راونستون یک کشیش ادوارد ادواردز بود. نوئل دبلیو تامپسون هنگام مرور مورد اسرافا و سایر شواهد، به این نتیجه رسید که هیچ دلیل قانع‌کننده‌ای در حال حاضر برای مخالفت با هویت ریچارد پولر کوچک‌تر (نه پدرش که او هم به همان نام بود) وجود ندارد.

## دیدگاه‌های اقتصادی
راونستون حد اقل دو نوشته در مورد نظریهٔ اقتصادی تألیف کرده‌است، چند تردید در مورد درستی دیدگاه‌های که معمولاً دربارهٔ موضوعات نفوس و اقتصاد سیاسی وجود دارد در سال ۱۸۲۱ میلادی و دیدگاه‌ها در مورد سیستم تأمین مالی و اثرات آن در سال ۱۸۲۴. سلیگمن می‌نویسد که کار بعدی شامل نقد مالتوسیانیسم بود که «از کارهای دیگر در این زمینه فرق نداشت». راونستون نوشت که مالکیت خصوصی «حق کار دست خود یک فرد است»، اما آن را از مفاد و کرایه مجزا دانست: «اما این حقوق از حق تصنعی که یک فرد را قادر می‌سازد تا برای خودش مالکیت زمینی را تصاحب کند که در تصرفش نیست و هیچ صنعتی را بر آن به کار نمی‌برد، بسیار فرق دارد … ادعاهای مرکانت – تولیدکننده، تجارت پیشه، کاپیتالیست بر همین ادعاهای مالک زمین بنا شده‌است. تمام این‌ها بر همان اصل استوار اند». به این ترتیب، راونستون ادعا می‌کند که «کار افراد زحمتکش تابع نگهداری از افراد بیکار می‌شود. کارگر باید مجوز بخرد تا مفید واقع شود». «از محصول اضافی کارگران پُرکار» مفاد ناشی می‌شود.

## سایر ارجاعات به آثار او
مارکی در یکی از پاورقی‌ها از راونستون قسمی یاد می‌کند که او قرضه دولتی را به دلیل این‌که یک «بار» بر دوش نسل‌های آینده است، رد می‌کرد. این استدلال در قرن بیستم از پاول سامولسن و پاول کرومن نیز درک مشابهی شده‌است. مارکس نظریهٔ ارزش راونستون را در یک بخش نظریهٔ ارزش افزوده به بحث می‌گیرد، اما به نظر می‌رسد که او تنها از کتاب دوم راونستون آگاه بوده‌است؛ مارکس به او به عنوان «یک اثر بسیار برجسته» یاد می‌کند. همان کتاب دارای یک بحث گسترده‌ای دارد که تجزیه و تحلیل «محصول اضافی» راونستون را توصیف می‌کند. هنریک گروسمن در کنار ویلیام تامپسون و توماس هوگسکن نیز به راونستون به عنوان متفکری معرفی می‌کنند که اصول برابری طلبانه را که تلویحاً در نظریهٔ کار ارزش مورد حمایت ویلیام پتی، دیوید هیوم، آدام اسمیت و دیوید ریکاردو آمده‌است، استخراج کرده و این امر باعث ترک‌شدن او توسط اقتصاددان‌های بعدی شد.